# Serieåret 1920

## Händelser

### Okänt datum
- Oscar Jacobsson skapar serien Adamson.[1]

## Födda
- 1 januari - Osvaldo Cavandoli (död 2007), italiensk tecknare.
- 17 januari - Georges Pichard (död 2003), fransk serieskapare.
- 30 januari - Machiko Hasegawa (död 1992), japansk mangatecknare.
- 4 februari - Fred Ray (död 2001), amerikansk serietecknare.
- 5 februari - George Evans (död 2001), amerikansk serieskapare.
- 17 februari - Curt Swan (död 1996), amerikansk serietecknare.
- 7 mars - Eddy Paape (död 2012), belgisk serietecknare.
- 14 mars - Hank Ketcham (död 2001), amerikansk serietecknare (Dennis).
- 11 april - Peter O'Donnell (död 2010), brittisk författare, skapare av Modesty Blaise.
- 14 april - Sheldon Moldoff, amerikansk serietecknare.
- 21 maj - Lee Elias (död 1998), amerikansk serietecknare.
- 6 juni - Sandro Angiolini (död 1985), italiensk serieskapare.
- 12 juni - Dave Berg (död 2002), amerikansk serietecknare.
- 7 juli - Al Avison (död 1984), amerikansk serietecknare.
- 9 juli - Bill Fraccio (död 2005), amerikansk serietecknare.
- 25 juli - Mel Casson (död 2008), amerikansk serieskapare.
- 1 augusti - Ken Bald, amerikansk serieskapare.
- 26 augusti - Brant Parker (död 2007), amerikansk serietecknare, skapare av Trollkarlen från Id.
- 6 september - Art Sansom (död 1991), amerikansk serieskapare.
- 17 oktober - John Prentice (död 1999), amerikansk serietecknare.
- 20 oktober - Nick Cardy, amerikansk serietecknare.
- 12 december - Fred Kida, amerikansk serietecknare.